# Glimt af mørke
Glimt af mørke er en kortfilm instrueret af Martin Barnewitz efter eget manuskript.

## Handling
Et barn er forsvundet fra et villakvarter. Mørke tanker slår rod, og en far bliver fremmed i sit eget hjem.